# Ambassade de France en Russie

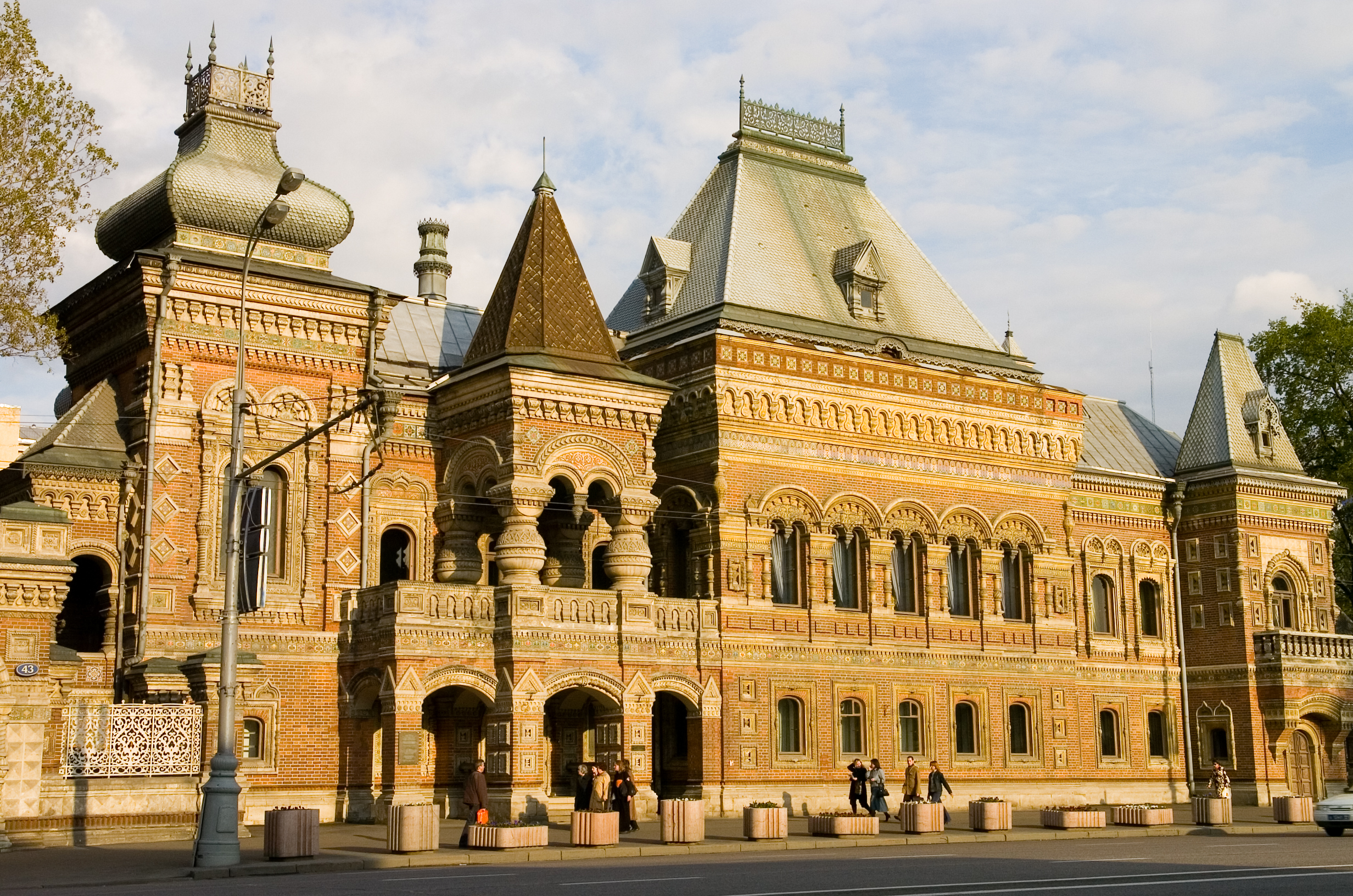
Résidence de l'ambassadeur de France à Moscou, à gauche de l'ambassade.

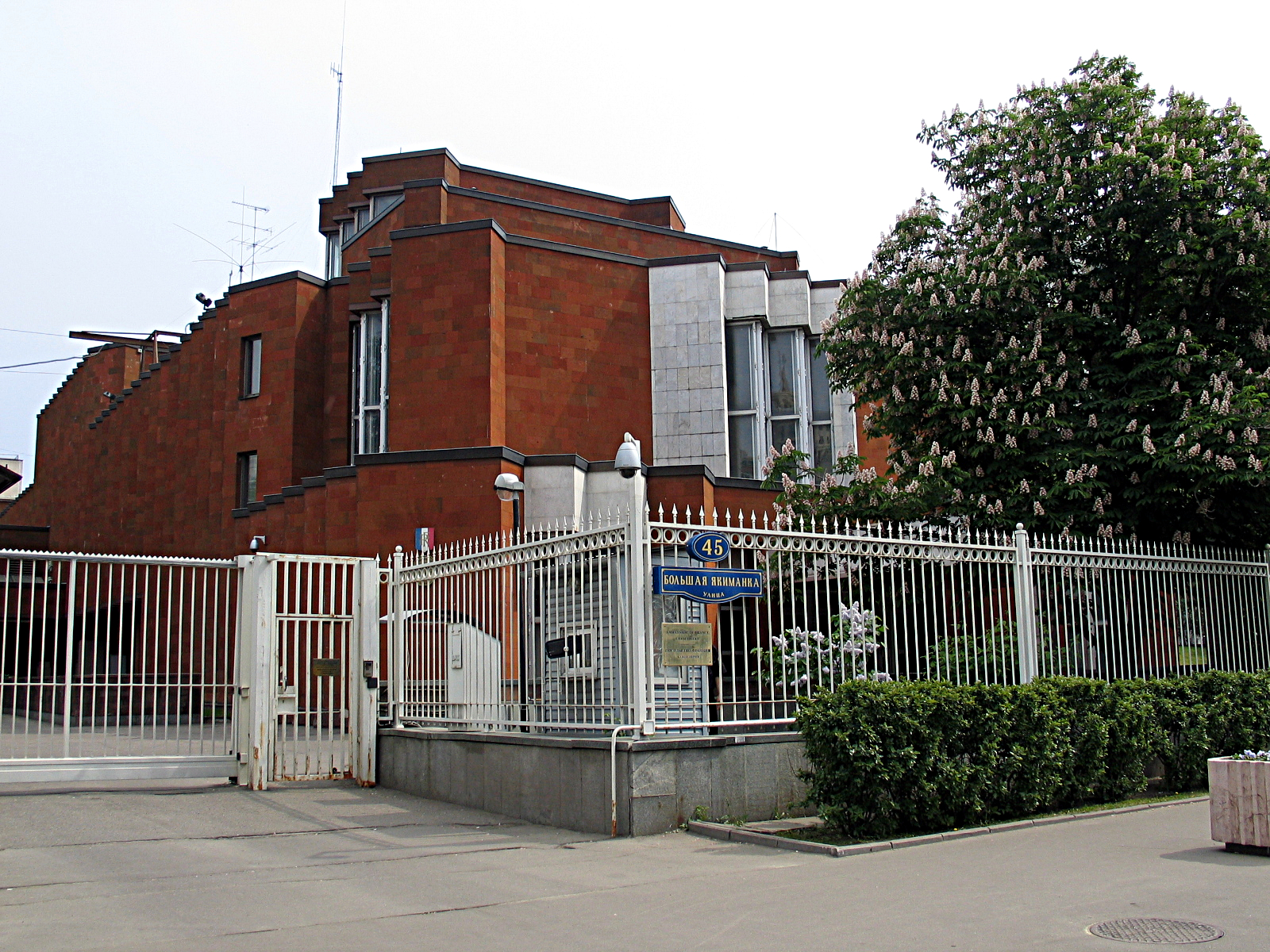
Ambassade de France à Moscou.

L'ambassade de France en Russie est la représentation diplomatique de la France auprès de la fédération de Russie. Elle est située à Moscou, la capitale du pays, et son ambassadeur est, depuis le 30 janvier 2025, Nicolas de Rivière.

## Ambassade
L'ambassade est située à Moscou, dans un bâtiment moderne en brique rouge et en verre au no 45 de la rue Bolchaïa Iakimanka, construit en 1979 à proximité de l'ancienne ambassade, au no 43, laquelle est devenue la Résidence de France (en). Elle accueille aussi un consulat général.
Le bâtiment mesure environ 100 mètres de long sur 35 mètres de large.

## Histoire
Avant la révolution de 1917, l'ambassade de France se trouvait quai du Palais à Saint-Pétersbourg, dans l'hôtel Pachkov, construit en 1828 et que la France avait acquis en 1890. Immeuble d'allure modeste, il était cependant vaste et répondait aux exigences d'organisation. Cette portion du quai, appartenant à un quartier prestigieux de la ville, avait été renommée quai des Français, ou quai français, en 1902. L'ambassade fut abandonnée en 1918, peu après le renversement du gouvernement de Saint-Pétersbourg.
Lors de l'établissement des relations diplomatiques entre la nouvelle URSS et la République française en 1924, l'installation de l'ambassade à Moscou ne fut pas chose facile. La France avait implanté en 1759 un vice-consulat à Moscou, dirigé par Pierre Martin et son successeur Coudert de Bosse, grâce à qui les Français avaient pu obtenir en 1789 la paroisse Saint-Louis-des-Français. Depuis 1904, il se trouvait dans un immeuble de la rue de la Petite Loubianka offert à la France, peu adapté à l'évolution de la représentation. Un concours avait été lancé en 1907 qui visait à édifier un consulat et des services à l'attention des nombreux Français de la ville. Mais avec la révolution, ces plans durent être abandonnés.
On logea l'ambassade en 1924 dans un hôtel, bâti en 1907, portant le nom de Medynstec, puis en 1933 dans l'hôtel Léman, construit en 1896 dans le style Tudor, mais dont l'aménagement était totalement inadapté à la présence d'une représentation diplomatique. Après de longues négociations avec le Burobin, bureau de services aux étrangers, la France obtint du gouvernement soviétique la mise à sa disposition de la maison Igoumnov (en), située au sud du cœur historique de Moscou et du Kremlin, dans le quartier Zamoskvoretche, à l'emplacement des anciens jardins potagers du tsar. Ce quartier devint d'ailleurs le lieu de résidence des riches marchands moscovites au cours des XVIIIe et XIXe siècles.
À l'origine se trouvait dans la rue Bolchaïa Iakimanka une maison carrée appartenant à Nikolaï Ivanovitch Loukianov, construite après l'incendie de 1812 dans le style Empire et embellie peu après de corniches et de colonnes. Elle fut achetée en 1851 par Vera Igoumnova. Mais en 1895, Nikolaï Vassilievitch Igoumnov, riche industriel moscovite, fit construire un nouvel édifice par Nikolaï Pozdeïev, un architecte de sa ville natale Iaroslavl, en remplacement de la maison familiale qu'il jugeait indigne de sa position sociale. Il fut bâti dans le style « pseudo-russe » à la mode à cette époque (que l'on retrouve avec le grand magasin Goum ou le musée historique) avec des emprunts à différents styles architecturaux russes, comme celui d'anciens terems en bois ou d'églises orthodoxes, dont celles de la ville de Iaroslavl. La construction, mêlant pierre, briques et faïences, est composée de nombreux éléments décoratifs lui donnant un aspect assez massif, mais reflétant la « magnificence » de son propriétaire. L'intérieur est lui aussi luxueux et regorge d'ornements polychromes, mais dans un style plus néoclassique, d'inspiration française, byzantine ou baroque.
La maison Igoumnov, dont les propriétaires disparurent, fut réquisitionnée en 1917 et donnée à un club de travailleurs, et elle servit aussi de centre médical. En 1938, elle fut donnée à bail à la France par les autorités soviétiques pour un loyer annuel de 100 000 roubles, avec une ferme obligation d'informer le burobin de toute modification faite à l'édifice. Les relations plutôt conflictuelles furent néanmoins sans gravité.
En juillet 1941, avec la rupture des relations diplomatiques entre la France et l'URSS et l'évacuation des diplomates, le bâtiment fut confié à la surveillance de l'ambassade de Turquie. La représentation diplomatique fut rouverte par le général de Gaulle en novembre 1944 et le général Catroux, nouvel ambassadeur, en prit possession en janvier 1945. Mais en raison de l'exiguïté des lieux, on envisagea de construire une nouvelle ambassade. Les autorités se montrèrent frileuses à cette idée et l'on se contenta de louer quelques appartements en ville. Il fallut attendre 1979 pour que l'on édifiât, sous la direction de l'architecte Joseph Belmont, un nouveau bâtiment à côté de la maison Igoumnov. Celle-ci devint la Résidence de l'ambassadeur et la chancellerie emménagea dans les nouveaux locaux, qui, à la différence de la Résidence, sont la propriété de l'État français. En 2007, une vaste restauration a été entreprise pour un montant de dix millions de dollars.

## Ambassadeurs de France en URSS et en Russie depuis 1942

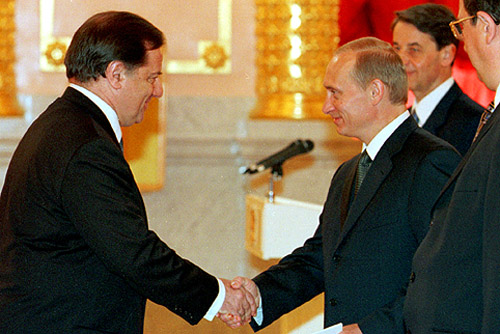
Claude Blanchemaison présente ses lettres de créance à Vladimir Poutine le 27 juillet 2000.

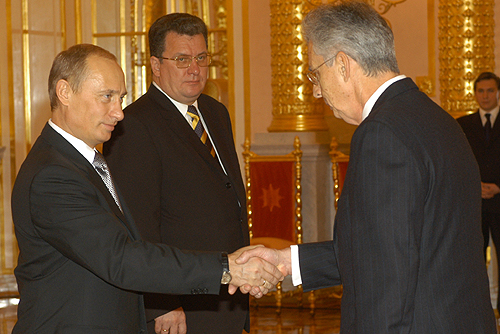
Jean Cadet présente ses lettres de créance à Vladimir Poutine le 20 novembre 2003.

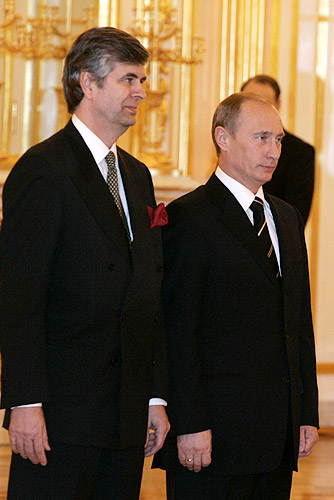
Stanislas de Laboulaye lors de la cérémonie de remise des lettres de créance à Vladimir Poutine, le 18 janvier 2007.

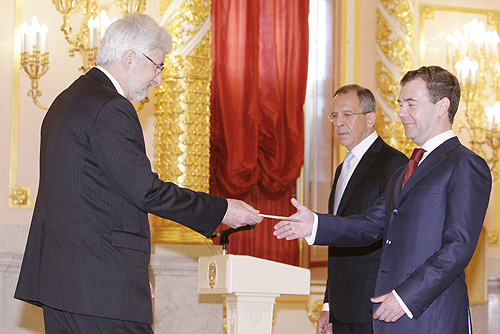
Jean de Gliniasty présente ses lettres de créance à Dmitri Medvedev le 29 mai 2009.

| De                                            | À    | Ambassadeur                |
| --------------------------------------------- | ---- | -------------------------- |
| Union des républiques socialistes soviétiques |      |                            |
| 1942                                          | 1945 | Roger Garreau              |
| 1945                                          | 1948 | Georges Catroux            |
| 1948                                          | 1952 | Yves Chataigneau           |
| 1952                                          | 1955 | Louis Joxe                 |
| 1955                                          | 1964 | Maurice Dejean             |
| 1964                                          | 1966 | Philippe Baudet            |
| 1966                                          | 1968 | Olivier Wormser            |
| 1968                                          | 1973 | Roger Seydoux de Clausonne |
| 1973                                          | 1976 | Jacques Vimont             |
| 1976                                          | 1979 | Bruno de Leusse de Syon    |
| 1979                                          | 1981 | Henri Froment-Meurice      |
| 1981                                          | 1984 | Claude Arnaud              |
| 1985                                          | 1986 | Jean-Bernard Raimond       |
| 1986                                          | 1989 | Yves Pagniez               |
| 1989                                          | 1991 | Jean-Marie Mérillon        |
| 1991                                          | 1992 | Bertrand Dufourcq          |
| Fédération de Russie                          |      |                            |
| 1992                                          | 1996 | Pierre Morel               |
| 1996                                          | 2000 | Hubert Colin de Verdière   |
| 2000                                          | 2003 | Claude Blanchemaison       |
| 2003                                          | 2006 | Jean Cadet                 |
| 2006                                          | 2008 | Stanislas de Laboulaye     |
| 2009                                          | 2013 | Jean de Gliniasty          |
| 2013                                          | 2017 | Jean-Maurice Ripert        |
| 2017                                          | 2019 | Sylvie Bermann             |
| 2020                                          | 2025 | Pierre Lévy                |
| 2025                                          | auj. | Nicolas de Rivière         |

## Relations diplomatiques
Même si la France et la Russie ont quelques contacts depuis le Moyen Âge, elles n'entretiennent pas de relations diplomatiques au début du XVIIIe siècle et la « Grande Ambassade » de Pierre Ier exclut la France. Les ambassades envoyées par les tsars n'ont pas été sérieusement accueillies ou leurs envoyés difficilement compris. Cependant, Louis XIV envoie en 1702 et à nouveau en 1711 Jean-Casimir Baluze, secrétaire de l'ambassadeur de France à Varsovie (Pologne), en mission exceptionnelle auprès du tsar de Russie à Moscou. En 1715, Henry Lavie est envoyé en représentation permanente pour les questions de commerce, mais passe son séjour à boire et à répéter les on-dit des cercles diplomatiques. Ces missions sont donc un échec et la visite du Tsar au Régent à Paris en 1717 n'apporte non plus aucune entente, rendue impossible par la signature de la Triple Alliance le 4 janvier. Le soutien à la Suède dès 1718 bloque la situation avec un pays de toute façon éloigné, tant géographiquement que psychologiquement. La France reste à l'écart du conflit entre la Russie et la Suède pendant plusieurs décennies, malgré l'envoi de quelques plénipotentiaires chargés de gérer la petite communauté de quelques centaines de Français. Mais les relations sont rompues en 1748, à la suite du traité d'Aix-la-Chapelle.
Le 1er juin 1755, le chevalier Alexandre-Pierre de Mackensie-Douglas, de noblesse écossaise, baron de Kildin, est envoyé en mission secrète pour étudier la situation de la Russie et prendre des contacts discrets avec les autorités. Le renversement des alliances en Europe en 1756 provoque un rapprochement entre les deux pays, faisant de la Russie, de la Saxe et de la Suède les alliés de la coalition franco-autrichienne. Dès 1757, un ambassadeur est nommé à Saint-Pétersbourg, premier des sept diplomates qui se succèdent jusqu'à la Révolution,.
En 1793, Catherine II, en réponse à l'exécution de Louis XVI signe l'oukase qui interdit toute relation avec la France. La communauté française en Russie est alors d'environ 2 500. Barthélemy de Lesseps, fils du consul, est nommé consul général en 1792, mais, bien que toujours titulaire du poste, il ne regagne Saint-Pétersbourg qu'en 1801. C'est surtout l'ambassade de Caulaincourt qui montre à l'Europe l'importance donnée aux relations entre Napoléon et Alexandre, malgré une réaction initiale du tsar assez francophobe. Après la campagne de Russie, les relations sont rompues et restent tendues même après le traité de Paris de 1814, l'ambassadeur Noailles demeurant longtemps persona non grata auprès du tsar. Nicolas Ier, tout au long de son règne, reste soucieux de l'ordre européen et considère la constitutionnalité de la France avec prudence. Il est assisté par le comte Pozzo di Borgo, homme politique corse devenu ambassadeur au service du tsar.
En 1854, la France de Napoléon III et l'Angleterre de Victoria rompent les relations diplomatiques avec la Russie, prémices de la guerre de Crimée qui s'achève par le traité de Paris de 1856.
En 1891 est signée l'alliance franco-russe, qui garantit une protection militaire réciproque en cas d'agression de la Triple Alliance. Cet accord est renouvelé par l'acte de Triple-Entente de 1904.
Après la Révolution d'Octobre, les relations diplomatiques sont rompues, elles ne sont nouées à nouveau que le 28 octobre 1924, avec la création d'ambassades réciproques entre la France et la nouvelle URSS, remplaçant ainsi les anciennes légations.
À nouveau rompues le 30 juin 1941, les relations entre les deux pays ne sont rétablies que le 23 octobre 1944, quelques mois après la création d'une représentation officielle du Comité français de la Libération nationale auprès de l'URSS. Dans le contexte de la guerre froide, le général de Gaulle souhaite une détente entre les deux pays. La visite à Paris de Khrouchtchev en 1960 montre une timide ouverture, élargie en 1966 par le retrait de la France de l'OTAN. La politique de détente se poursuit dans les années 1970. Avec la chute du régime soviétique en 1991, la France et la nouvelle fédération de Russie signent un accord le 7 février 1992, base des nouvelles relations diplomatiques entre les deux États.
Dans le contexte de l'invasion de l'Ukraine par la Russie, en représailles à l'expulsion de 41 Russes réalisée en avril 2022 par la France, la Russie expulse 34 diplomates français en mai 2022.
Puis le conseiller culturel de l'ambassadeur de France est prié de quitter le pays en juin 2022.
Le 16 janvier 2024, la France annonce la livraison d'armement à la république d'Ukraine et la signature d'un accord de sécurité. Dans la foulée, le ministère russe des affaires étrangères convoque l'ambassadeur de France en Russie prétextant pouvoir lui présenter « des preuves de l'implication croissante de Paris dans le conflit ».

## Consulats
Outre celui de Moscou, il existe deux consulats généraux de France, basés à Iekaterinbourg et Saint-Pétersbourg.

### Communauté française
En mai 2022, 4 985 Français sont inscrits au registre (4 386 à Moscou, 550 à Saint-Pétersbourg, 49 à Ekaterinbourg).
Au 31 décembre 2016, 5 463 Français sont inscrits sur les registres consulaires en Russie.
Au 31 décembre 2011, les 5 752 inscrits étaient répartis entre les trois circonscriptions : Moscou : 5 298, Saint-Pétersbourg : 400, Iekaterinbourg : 54. La grande majorité d'entre eux résidait à Moscou même.
| 2001  | 2002  | 2003  | 2004  | 2005  |
| ----- | ----- | ----- | ----- | ----- |
| 2 302 | 2 700 | 3 082 | 3 342 | 3 817 |

| 2006  | 2007  | 2008  | 2009  | 2010  |
| ----- | ----- | ----- | ----- | ----- |
| 4 683 | 4 769 | 5 139 | 5 251 | 5 417 |

| 2011  | 2012  | 2013  | 2014  | 2015  |
| ----- | ----- | ----- | ----- | ----- |
| 5 752 | 5 764 | 6 093 | 5 961 | 5 755 |

| 2016  | 2017  | 2018  | 2019  | 2020  |
| ----- | ----- | ----- | ----- | ----- |
| 5 463 | 5 264 | 5 022 | 4 925 | 4 764 |

| 2021  | 2022  | 2023  | 2024  | - |
| ----- | ----- | ----- | ----- | - |
| 4 767 | 4 422 | 3 308 | 3 504 | - |

### Circonscriptions électorales
Depuis la loi du 22 juillet 2013 réformant la représentation des Français établis hors de France avec la mise en place de conseils consulaires au sein des missions diplomatiques, les ressortissants français d'une circonscription recouvrant la Biélorussie et la Russie élisent pour six ans trois conseillers consulaires. Ces derniers ont trois rôles :
1. ils sont des élus de proximité pour les Français de l'étranger ;
2. ils appartiennent à l'une des quinze circonscriptions qui élisent en leur sein les membres de l'Assemblée des Français de l'étranger ;
3. ils intègrent le collège électoral qui élit les sénateurs représentant les Français établis hors de France.

Pour l'élection à l'Assemblée des Français de l'étranger, la Russie appartenait jusqu'en 2014 à la circonscription électorale de Moscou, comprenant aussi l'Arménie, l'Azerbaïdjan, la Biélorussie, la Géorgie, le Kazakhstan, le Kirghizistan, la Moldavie, l'Ouzbékistan, le Tadjikistan, le Turkménistan et l'Ukraine, et désignant un siège. La Russie appartient désormais à la circonscription électorale « Europe centrale et orientale » dont le chef-lieu est Varsovie et qui désigne trois de ses 19 conseillers consulaires pour siéger parmi les 90 membres de l'Assemblée des Français de l'étranger.
Pour l'élection des députés des Français de l’étranger, la Russie dépend de la 11e circonscription.

## Établissements scolaires, culturels et scientifiques français
Plusieurs établissements relèvent de l'Ambassade ou reçoivent son aide :
- l'Institut français de Russie à Moscou et à Saint-Pétersbourg
- le Lycée français Alexandre-Dumas de Moscou et l'école française André-Malraux de Saint-Pétersbourg
- le collège universitaire français de Moscou et le collège universitaire français de Saint-Pétersbourg
- le Centre d'études franco-russe de Moscou

Il existe également un réseau de comités de l'Alliance française, partenaires de l'ambassade et de la Fondation Alliance française de Paris à Samara, Iekaterinbourg, Irkoutsk, Kazan, Nijni Novgorod, Novossibirsk, Rostov-sur-le-Don, Saratov, Perm, Togliatti, Vladivostok et Oufa.